# سقاية مسجد آل جميل
سقاية مسجد آل جميل
في عهد الدولة العثمانية أُنشأت عدة سقايات في مدينة بغداد للمنفعة العامة. ومنها سقاية مسجد آل جميل، وتقع هذه السقاية عند مسجد آل جميل في محلة قنبر علي بشرقي بغداد، ولا يعلم تاريخ إنشاء هذه السقاية.
وفي سنة 1901م، وقفت السيدة صفية خاتون بنت محمد أفندي بن السيد عبد الغني آل جميل مفتي بغداد بعض الدكاكين على هذا المسجد، وعلى السقاية، وقد شرطت أن يُعطى (350) قرڜاً لتصرف على لوازم السقاية.